# Lois Lane (DC Extended Universe)
Lois Lane è un personaggio immaginario del DC Extended Universe (DCEU) interpretata da Amy Adams basata sull'omonimo personaggio di DC Comics. Come la sua controparte dei fumetti, Lane è una reporter per il Daily Planet e l'interesse amoroso di Clark Kent / Superman. Appare in quasi tutti i film del DCEU con Superman: L'uomo d'acciaio (2013), Batman v Superman: Dawn of Justice (2016), così come Justice League (2017) e la sua versione del regista. Il personaggio di Lois è stato progettato per essere una reporter moderna in un mondo di supereroi.

## Biografia del personaggio

### L'incontro con Clark Kent
Nel 2013, Lane viene inviata a coprire la scoperta di un misterioso velivolo nel nord del Canada per il Daily Planet, incontrando Col. Nathan Hardy, il dottor Emil Hamilton e il generale Calvin Swanwick in un'installazione militare statunitense. Dopo aver visto Clark Kent, che aveva accettato un lavoro alla base con un falso nome per avvicinarsi alla nave, sgattaiolare fuori di notte, Lane segue Kent nella nave e attiva accidentalmente il sistema di sicurezza dell'imbarcazione, che la ferisce gravemente. Kent viene in suo aiuto e cauterizza la sua ferita con la sua visione di calore, poi la riporta in salvo prima di far volare via la nave con una chiave datagli dal suo padre biologico, Jor-El.
Toccata dalla gentilezza di Kent e incuriosito dalla sua natura misteriosa, Lane inizia a rintracciare le sue tappe precedenti, trovando punti in comune tra ciascuna delle sue sembianze e gesta eroiche, prima di arrivare a Smallville, in Kansas, la città natale di Kent. Ha in programma di pubblicare un articolo sul suo misterioso salvatore per il Pianet, e quando il suo superiore Perry White rifiuta la sua storia, lo fa trapelare a Glenn Woodburn, un giornalista di tabloid. Lane in seguito trova Martha Kent, la madre adottiva di Clark, e viene trovato dallo stesso Kent sulla tomba del padre adottivo Jonathan. Clark spiega il sacrificio di Jonathan per mantenere segreta la sua identità e convince Lois a lasciar perdere la storia, dicendole che non è il momento di rivelarsi. Tornata sul Planet a Metropolis, Lane viene rimproverato di nuovo da White, anche se rivela di credere alla sua storia ed è contento quando lei lo informa di aver lasciato cadere la sua storia su Kent.
Ciononostante, il mondo è costretto a conoscere Kent quando il generale Zod, un signore della guerra in esilio dal pianeta natale distrutto da Kent, Krypton, scopre la sua presenza sulla Terra e chiede ai cittadini della Terra di consegnarlo, riferendosi a lui con il suo nome di nascita Kal-El. Lois viene arrestata dall'FBI dopo che Woodburn l'ha fatta fuori. Kent, indossando un'uniforme kryptoniana della nave e nascondendo la sua identità, si arrende all'esercito americano sapendo che hanno Lois in custodia. Viene incatenato e messo in una stanza degli interrogatori con Lane, legando con lei fino a quando Hamilton cerca di sedarlo. Dopo che Kent convince Hamilton e Swanwick a fidarsi di lui, trascorre un ultimo momento con Lane prima che i kryptoniani arrivino per lui, anche se Faora-Ul, l'ufficiale militare di alto rango di Zod, chiede a Lane di accompagnarli. Prima che Kent si incontri con Zod, fa scivolare la chiave di Jor-El a Lane, che dopo averla usata su una porta chiave nella sua cella, attiva un'intelligenza artificiale olografica modellata su Jor-El. L'IA aiuta Lane a fuggire e ripristinare i poteri di Kent sulla nave, informandola anche su come sconfiggere Zod. Quando la capsula di salvataggio di Lane inizia a disintegrarsi nell'atmosfera terrestre, Kent la fa uscire dalla capsula dopo essere fuggito dalla nave e la fa atterrare sana e salva prima di ingaggiare un combattimento con Faora e altri soldati kryptoniani fuori Smallville.
Lane informa Kent, ora soprannominato "Superman" su suo suggerimento, e un metodo su come rimandare Zod e le sue truppe nella Zona Fantasma quando inizieranno a terraformare la Terra in condizioni simili a quelle di Krypton. Accompagna Hardy e Hamilton su una portaerei con la navicella spaziale che ha portato Kent sulla Terra, con l'intenzione di attivare quella nave con la chiave di Jor-El e farla cadere sulla nave madre di Zod. Tuttavia, Faora tende un'imboscata all'aereo dopo che Superman distrugge il World Engine terraformando la Terra, e Hardy è costretto a far schiantare l'aereo contro la nave di Zod poco dopo che Hamilton attiva la navicella spaziale di Kent quando Faora si avvicina alla cabina di pilotaggio, uccidendo tutti a bordo tranne Lane, che salta fuori dall'aereo. Quando una singolarità gravitazionale si forma dalla collisione e trascina le truppe e la nave di Zod nella Zona Fantasma, Superman salva Lane ancora una volta a rischio di essere trascinato lui stesso, ma la trascina in salvo. Dopo che Lane si scambiò un bacio con lui, Kent incontrò Zod, che era sopravvissuto alla battaglia, e ingaggiò una lotta distruttiva con lui attraverso Metropolis che si concluse con Superman che spezzò con riluttanza il collo di Zod quando quest'ultimo minacciò altri civili. Lane conforta Kent, che è sconvolto di aver ucciso l'ultimo membro sopravvissuto della sua razza. All'indomani della battaglia, Kent ottiene un lavoro al Planet per avvicinarsi all'azione mantenendo discretamente la sua identità civile, e Lane lo accoglie all'agenzia di stampa.

### Smascherare Lex Luthor
Due anni dopo, Lane e Kent si frequentano, dopo essere andati a vivere insieme. Lane viene incaricato di intervistare il signore della guerra Amajagh nella nazione di Nairomi insieme al fotografo Jimmy Olsen, ma quando Olsen e gli altri americani del loro gruppo si rivelano essere agenti della CIA, Amajagh e i suoi uomini li giustiziano e tengono in ostaggio Lois. Kent arrivò come Superman e la salvò, ma alcuni degli uomini di Amajagh, che lavoravano come agenti doppiogiochisti per il mafioso russo Anatoli Knyazev, incrociarono i veri soldati di Amajah e bruciarono i loro corpi per far sembrare che Superman li avesse uccisi. Lois nasconde segretamente un proiettile dallo scontro dopo essere tornata a Metropolis. Lei e Kent parlano della sua decisione apparentemente sconsiderata di salvarla e della controversia sorta a causa del fatto che gli uomini di Amajagh sembrano essere stati uccisi da lui, ma Kent la rassicura che non ha ucciso nessuno a Nairomi. Anche Lane esprime dubbi sulla loro relazione, ma riafferma il suo amore per lei prima che i due facciano sesso.
Lane inizia a indagare sulle origini del proiettile, scoprendo che non è fatto di metalli o produttori noti dopo aver parlato con lo scienziato dei Laboratori S.T.A.R. Jenet Klyburn. Contatta poi Swanwick, ora Segretario della Difesa, e lui le rivela che il proiettile è un prototipo realizzato dalla LexCorp. Ne parla con White, ma lui la dissuade dal pubblicare l'articolo per impedire a Lex Luthor di "citare in giudizio il Daily Planet per farla sparire" anche se Lane ha ragione. Lois in seguito copre il processo pubblico di Superman al Campidoglio degli Stati Uniti, ma una bomba piazzata lì da Luthor esplode, uccidendo centinaia di persone all'interno. Superman sopravvisse illeso, ma fu costato dal suo senso di colpa per non essere riuscito a rilevare la bomba in tempo e si nascose. Lane contattò di nuovo Klyburn, e scoprì che la bomba era racchiusa nel piombo per impedire a Superman di vederla. Si reca quindi a casa del sospettato attentatore suicida per trovare le prove, ma scopre che non aveva idea che sarebbe morto al processo, con Klyburn che fornisce le prove del coinvolgimento diretto di Luthor. Nel frattempo, Bruce Wayne, l'amministratore delegato della Wayne Enterprises che si presenta come Batman, sogna un Superman malvagio che conquista il mondo dopo essere impazzito per la perdita di "lei" e incontra un Flash che viaggia nel tempo dicendogli che Lane è "la chiave".
Per rappresaglia e per far uscire Superman dal suo nascondiglio, Luthor rapì Lane e Martha Kent. Porta Lane in cima alla LexCorp Tower e la schernisce prima di spingerla giù dal grattacielo, ma Superman arriva in tempo per salvarla prima di affrontare Luthor. Quando Superman fu ricattato da Luthor per combattere Batman per impedire la morte di Martha, Lois tornò al Planet e chiese immediatamente un elicottero a Gotham City per impedire a Superman e Batman di uccidersi a vicenda. Arrivò proprio mentre Batman stava per impalare Superman con una lancia con la punta di kryptonite, e Superman implorò Batman di "salvare Martha", facendo sì che quest'ultimo subisse un flashback sulla morte dei suoi genitori. Lois spiega cosa intendeva Superman, diffondendo la lotta tra i due supereroi e permettendo loro di unirsi contro Luthor. Getta la lancia nell'acqua, ma si rende conto della sua utilità quando una deformità kryptoniana creata da Luthor emerge e minaccia la città. Nuota sott'acqua per recuperarlo, ma rimane intrappolata, portando Superman ad aiutarla a fare del suo male. Dopo essere riemersa, Kent dice addio a Lane prima di sacrificarsi per uccidere il mostro con la lancia, con la kryptonite che permette a Superman di pugnalare mortalmente Doomsday. Batman e Wonder Woman riportarono il corpo di Superman in una Lane affranta dal dolore.
Lane scrive una storia di copertura dicendo che anche Kent è morto nella battaglia per proteggere la sua identità di Superman, mentre Luthor viene arrestato per i suoi crimini. Partecipa al suo funerale a Smallville con Martha, Wayne, Diana Prince e diversi colleghi del Planet, con Martha che dà a Lois una busta contenente un anello di fidanzamento di Clark. Dopo che Lois lascia cadere la prima manciata di terra sulla bara di Clark nella tomba, la terra inizia a levitare dopo che se n'è andata.

### Resurrezione di Superman

#### Versione cinematografica
Nel 2017, Lane è ancora in lutto per la morte di Kent / Superman mentre continua a lavorare al Daily Planet. Dopo che la Justice League resuscitò Superman, il maggiordomo di Wayne, Alfred Pennyworth, mandò Lane a calmarlo. Kent se ne andò con Lane nella sua casa d'infanzia a Smallville prima di aiutare la Justice League a sconfiggere Steppenwolf. Dopo la battaglia, Kent e Lane rientrano l'uno nella vita dell'altro alla Fattoria dei Kent di Smallville. Lane scrisse anche un articolo sul Daily Planet sulla Justice League e le loro gesta eroiche, così come l'oscurità contro la speranza.

#### Versione del regista
Dopo la morte di Superman, Lane lasciò il suo lavoro al Daily Planet e visitò regolarmente il monumento di Kent. Lane torna al lavoro solo quando Swanwick, usando la sua abilità di Martian Manhunter per travestirsi da Martha Kent, la convince a farlo. Qualche tempo dopo, Lane assistette spontaneamente alla resurrezione di Superman da parte della Justice League attraverso le Scatole Madri, e calmò un Kent arrabbiato e amnesico prima di partire con lui per Smallville, dove riacquistò i suoi ricordi e confermarono il loro fidanzamento. Si scopre anche che Lane è incinta del figlio di Kent.
Nella realtà di "Knightmare", Darkseid uccise Lane, permettendo a Superman di essere corrotto con l'Equazione Anti-Vita.

## Caratterizzazione
Come detto nei film, Lois aveva vinto il Premio Pulitzer per il suo lavoro qualche tempo prima degli eventi de L'uomo d'acciaio, con la sceneggiatura che menzionava anche il suo periodo come reporter inclusa con la Prima Divisione di Fanteria dell'Esercito degli Stati Uniti. Si caratterizza come una reporter risoluta, tenace e persistente, che cerca sempre il "grande scoop" e la storia. Quando mette da parte la descrizione del suo lavoro, Lois si dimostra gentile e giusta, e dopo il suo primo incontro con Clark Kent, è così colpita dal suo eroismo disinteressato, così come dal dolore infantile che ha sopportato per tutta la vita, che decide di abbandonare quella che avrebbe potuto essere la più grande storia della storia umana moderna per lei. Adams continua anche affermando che Clark è la connessione di Lois con l'umanità, dicendo che «Può avere una visione a tunnel, ma ha un lavoro e degli standard morali. [Quando] l'abbiamo incontrata prima, avrebbe fatto qualsiasi cosa per ottenere la storia – ora Clark ha instillato in lei un po' di fede nell'umanità». Superman arriva a ricambiare abbastanza rapidamente il suo amore, e dopo averla frequentata per 2 anni durante gli eventi di Batman v Superman: Dawn of Justice, il suo amore per Lois diventa così grande, che Clark arriva al punto di farle sapere che «[lei] è il [suo] mondo» prima di affrontare Doomsday in un duello mortale, rendendo quelle le sue ultime parole. Quando Superman resuscitò in Justice League e soffrì di amnesia post-mortem, solo Lois riuscì a salvare la Justice League da lui, poiché rivederla fece sì che Superman iniziasse a ricordare la sua vita passata.
Lois mostra anche un coraggio eccezionale, rischiando la propria vita diverse volte per aiutare Superman nei film. Quando le è stato chiesto del suo ruolo di Lois, la Adams ha risposto: «Adoro il fatto che sia senza paura. Io non sono così, quindi è davvero divertente che lei non abbia paura delle conseguenze». In L'uomo d'acciaio, si offre volontaria per accompagnarlo mentre viene consegnato al generale Zod e aiuta l'aeronautica degli Stati Uniti a rispedire le truppe di Zod nella Zona Fantasma durante la battaglia di Metropolis, mentre in Batman v Superman, si oppone a Lex Luthor e lavora incessantemente per smascherare il suo inganno intervenendo per impedire a Batman di uccidere Superman, e recuperare la lancia di kryptonite sott'acqua per permettere a Superman di aiutare lui, Batman e Wonder Woman a sconfiggere Doomsday. Viene anche addestrata con armi da fuoco, abbattendo alcune delle truppe di Zod con un'arma da fianco kryptoniana in L'uomo d'acciaio, anche se non viene mostrata per il tutto il tempo, aveva altre abilità di combattimento come la sua controparte dei fumetti, poiché nel DCEU non viene menziono suo padre militare Sam Lane che la ha addestrata a combattere. Lois, tuttavia, si dimostrò più intelligente rispetto ai fumetti e alle rappresentazioni cinematografiche passate, deducendo quasi immediatamente l'identità segreta di Superman e mettendo insieme gli indizi del contesto con facilità mentre indagava sui casi.
Alcune tendenze cristiane nei film di Superman, mostrano Lois in una posa simile a quella di Maria che culla Superman, che viene spesso paragonato a Gesù nei film, dopo la sua morte in Batman v Superman.

## Concezione e sviluppo

### Casting

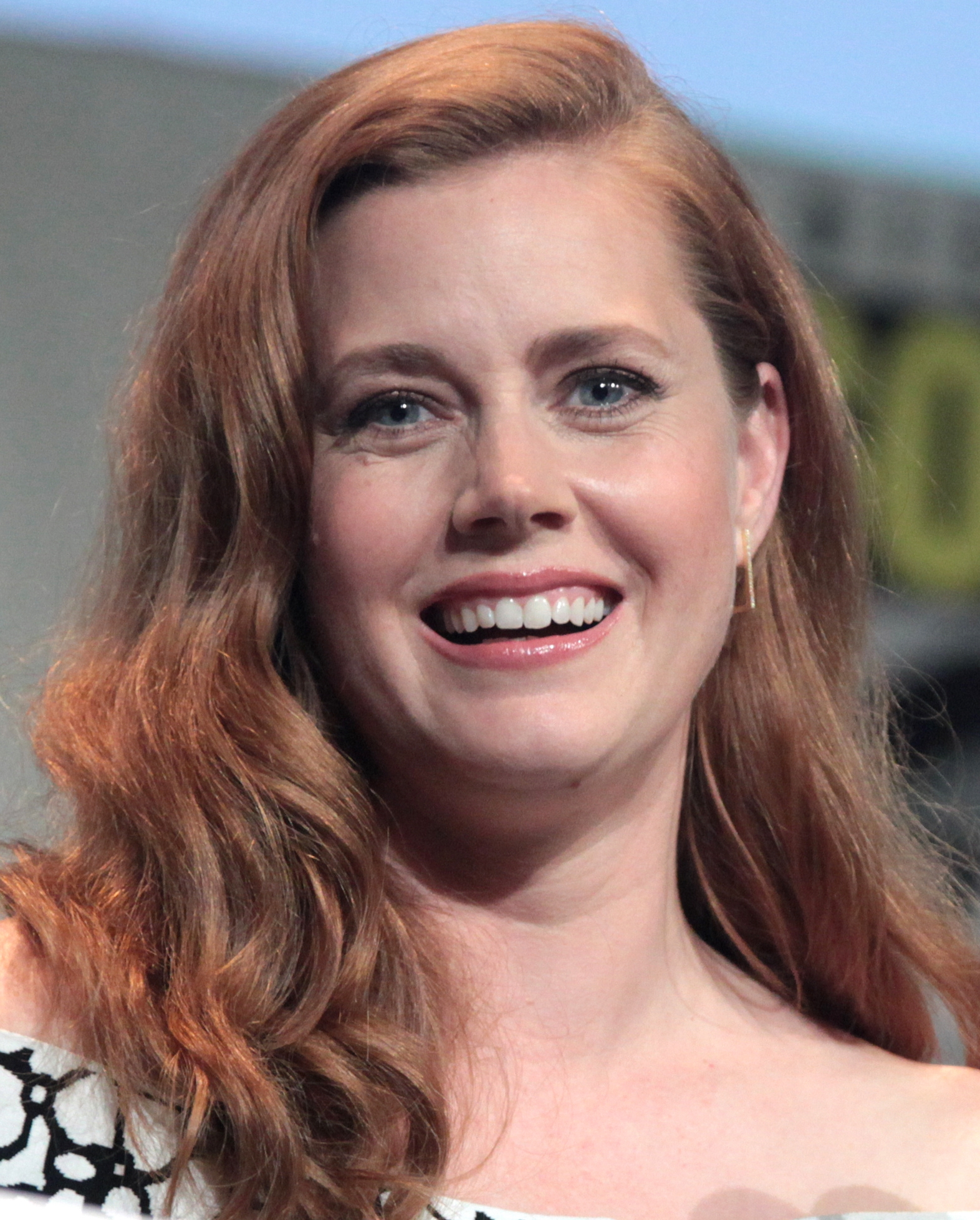
Amy Adams interpreta Lois nel DC Extended Universe, a partire da L'uomo d'acciaio (2013). È la settima attrice a interpretare il personaggio in live-action.

L'attrice Amy Adams è stata scelta per il ruolo di Lois Lane nel film reboot di Superman del 2013 L'uomo d'acciaio al fianco di Henry Cavill nei panni di Clark Kent / Superman, diretto da Zack Snyder e prodotto da Christopher Nolan. La Adams è diventata la settima attrice a interpretare Lois in live action, e la prima ad avere i capelli rossi invece che bruni. Sul casting di Adams per il ruolo di Lois Lane, Snyder ha detto che «Amy ha il talento per catturare tutte le qualità che amiamo di Lois: intelligente, dura, divertente, calorosa, ambiziosa e, naturalmente, bella». Snyder ha detto che hanno scelto la Adams perché è "supermoderna". La produttrice Deborah Snyder ha aggiunto: «Lois è indipendente e sicuramente non è una damigella in pericolo. E non ha mai paura di sporcarsi le mani».
Adams ha descritto il suo personaggio come un personaggio che segue l'archetipo della donna indipendente ed esuberante, ma ambientato in un mondo più identificabile. Con le sue stesse parole, dice: "Lois è molto naturale, niente di lei è artificioso o fabbricato". Aggiunge anche che "il film di Snyder ha una visione moderna del giornalismo: un mondo di blog, notizie istantanee, paranoia online. È diventata più una giornalista ruspante, una persona a cui piace essere pratica. La natura del business dei giornali è cambiata così tanto. C'è molta più pressione". Questa è stata la terza volta che Adams ha fatto un'audizione per il ruolo di Lois Lane in un ruolo cinematografico. In precedenza aveva fatto un'audizione per il ruolo in Superman Returns e nel cancellato Superman: Flyby. Come Cavill, Adams è stata scartata nel primo prima di ottenere il ruolo in L'uomo d'acciaio. Adams aveva anche fatto un'audizione per una giovane Lois nella serie televisiva Smallville, ma aveva perso contro Erica Durance.
Lo sceneggiatore Chris Terrio, che ha lavorato a Batman v Superman: Dawn of Justice e Justice League, ha rivelato in un'intervista a Vanity Fair che l'arco narrativo di Lois in Batman v Superman, in particolare la sua frase "Non sono una signora, sono una giornalista" mentre intervistava il generale Armajah, rende omaggio alla giornalista Marie Colvin, che è stata uccisa mentre copriva l'assedio di Homs nella guerra civile siriana.
Dopo l'uscita della versione cinematografica di Justice League, la Adams ha dichiarato all'inizio del 2020 di essere aperta a riprendere il suo ruolo di Lois Lane, ma ha anche "accettato" che la Warner Bros. potrebbe "muoversi in una direzione diversa". Prima dell'uscita di Zack Snyder's Justice League nel 2021, Snyder ha rivelato di aver preso in considerazione l'idea di aggiungere una sottotrama con un triangolo amoroso alla versione originale di Justice League in cui Bruce Wayne si innamora di Lois, ma lascia andare i suoi sentimenti rendendosi conto che lei ama ancora Clark e che Superman avrebbe bisogno di essere resuscitato. L'idea è stata scartata prima delle riprese.

## Accoglienza
Nel periodo in cui Amy Adams ha interpretato Lois Lane nel DC Extended Universe ha ricevuto recensioni contrastanti. Mentre la performance della Adams stessa è stata elogiata, i critici hanno sottolineato alcuni elementi del suo personaggio che sono stati mal eseguiti, come la mancanza di coerenza nella sua caratterizzazione e il tempo limitato sullo schermo. In una recensione de L'uomo d'acciaio (2013), Matt Zoller Seitz nota che Lois è ritratta come una giornalista capace con alcuni momenti di flirt con il Superman di Henry Cavill, anche se erano "pochi e lontani tra loro", e scrive che parte dello sviluppo del suo personaggio era carente nel film, rispetto alle interpretazioni del personaggio di Margot Kidder e persino Kate Bosworth. J. J. Rankin di Screen Rant ha elogiato la rappresentazione di Lois nel DCEU, notando la sua riqualificazione in una trope più moderno rispetto alle rappresentazioni precedenti. Rankin ha notato in particolare elementi come basare la sua relazione con Clark / Superman sulla fiducia reciproca e sull'amicizia piuttosto che mantenere segreta la sua identità per lei, rendendo la relazione più realistica e sostenibile, e Lois essendo più equilibrata, indipendente e con un pensiero critico rispetto al passato.
Adams in seguito ha commentato la sua mancanza di tempo nella versione cinematografica di Batman v Superman: Dawn of Justice (2016), con la sua sottotrama sull'indagine su Luthor che è stata per lo più tagliata nonostante sia stata ripristinata nella Ultimate Edition. Il suo personaggio è stato descritto come "ridotto alla damigella in pericolo di Superman" in quel film. Nell'uscita nelle sale di Justice League (2017), Lois è descritta come "ridotta a uno spettatore" da Darby Harn di Comic Book Resources e "sprecata in un ruolo di supporto ingrato" nonostante abbia fornito risonanza emotiva al film da Tim Grierson di Screen International.